# Chand Bibi
Chand Bibi (ur. 1550 w Ahmednagarze, zm. 1599) – królowa regentka w Indiach pod koniec XVI wieku (sułtanat Bidźapuru i Ahmednagaru), najbardziej znana z obrony rodzinnego królestwa przed cesarzem Akbarem w 1595. Uznawana za jedną z najodważniejszych strateżek w historii Indii. Jej wizerunek był popularnym tematem w malarstwie subkontynentu indyjskiego.

## Życiorys
Była córką Hussaina Nizama Shaha, sułtana Ahmednagaru. Od najmłodszych lat interesowała się polityką, malarstwem i polowaniami. Biegle władała pięcioma językami: perskim, marathi, kannada, arabskim i tureckim.
W 1565 roku wyszła za mąż za Ali Adila Shaha, sułtana Bidźapuru. Współrządziła z mężem, brała udział w kompaniach wojennych. Gdy sułtana zamordowano, chroniła potencjalnego następcę tronu. W wyniku intryg dworskich została uwięziona, ale dzięki umiejętnościom dyplomatycznym dołączyła do jednej z frakcji politycznych i odzyskała wolność.
Gdy Mogołowie napadli na Ahmednagar, a jej brat poległ w walce, wróciła do ojczyzny. Pełniła funkcję regentki w imieniu bratanka. Prowadziła walkę z Muradem, synem cesarza Akbara, który zaatakował Ahmednagar. Stała na czele armii, podejmowała strategiczne decyzje, podtrzymywała morale żołnierzy. Zniweczyła plany mogolskie i doprowadziła do wyczerpania ich armii z powodu głodu. Murad zgodził się negocjować. W zamian za pokój zajął tylko jedną wioskę. Wkrótce Chand Bibi zwróciła się do innych sułtanatów, proponując sojusz i wspólny atak na armię Mogołów. W międzyczasie Murad próbował przejąć miasta satelickie Ahmednagaru. Po śmierci księcia Murada walkę z Chand Bibi prowadził jego brat Daniyal, a następnie sam Akbar.
Mogołowie, nie mogąc znieść porażki z rąk kobiety, nazywali możnych Ahmednagaru eunuchami. Oburzenie ministrów i szlachty Ahmednagaru zwróciło się przeciwko Chand Bibi. Chciano ją obalić. Dodatkowo jej eunuch rozpowszechnił fałszywą pogłoskę, że połączyła siły z Mogołami i planuje się im poddać. W rezultacie została zabita nocą przez szlachtę Ahmednagaru.
Gdy Mogołowie zdobyli jej królestwo, powiesili wszystkich szlachciców, którzy ją zabili. Mirabutorab Torabi Mashhadi otrzymał od Nizama Shaha zadanie, by sprowadzić kości Chand Bibi do Meszhed i pochować je obok świątyni Imama Rezy.

## W kulturze popularnej
W 1931 Narayanrao D. Sarpotdar nakręcił niemy film Chandbibi (lub Queen of Ahmednagar). Sześć lat później powstał film w hindi pt. Sultana Chand bibi. W tytułową rolę wcieliła się Shakuntala Paranjpye.